# Serviers-et-Labaume
Serviers-et-Labaume is een gemeente in het Franse departement Gard (regio Occitanie) en telt 355 inwoners (1999). De plaats maakt deel uit van het arrondissement Nîmes.

## Geografie
De oppervlakte van Serviers-et-Labaume bedraagt 12,4 km², de bevolkingsdichtheid is 28,6 inwoners per km².
De onderstaande kaart toont de ligging van Serviers-et-Labaume met de belangrijkste infrastructuur en aangrenzende gemeenten.

## Demografie
Onderstaande figuur toont het verloop van het inwonertal (bron: INSEE-tellingen).